# Hasso Niemann
Hasso Bernhard Otto Niemann (* 3. Mai 1933 in Deutschland; † 11. Juli 2013 in Columbia, Maryland, USA) war ein deutschamerikanischer Physiker.

## Leben
Hasso Niemann promovierte 1969 an der University of Michigan. Er war Mitarbeiter der NASA am Goddard Space Flight Center in Greenbelt, Maryland. Er war hauptverantwortlich für den Massenspektrometer des Galileo-Satelliten und später für den Gas Chromatograph Masse-Spektrometer an Bord des Huygens-Satelliten. Für seine herausragenden Arbeiten erhielt er im Jahre 2007 den erstmals vergebenen Al Seiff Memorial Award.